# Zmarli w lutym 2025

## Luty 2025
- 28 lutego
  - Mohamed Benaissa(inne języki) – marokański dyplomata i polityk, minister spraw zagranicznych (1999–2007)[1]
  - David Johansen(inne języki) – amerykański piosenkarz, autor tekstów i aktor, muzyk protopunkowego zespołu New York Dolls[2]
  - Sławomir Rzepczyński – polski literaturoznawca, dr hab., profesor nadzwyczajny UP w Słupsku, prodziekan WFH AP w Słupsku (2005–2008)[3]
  - Joseph Wambaugh(inne języki) – amerykański pisarz[4]
- 27 lutego
  - Jerzy Brzozowski – polski piłkarz[5]
  - Edward Chruściel – polski fizyk i geofizyk jądrowy, profesor[6]
  - Władysław Chwalisz – polski samorządowiec, naczelnik Grodziska Wielkopolskiego (1973–1990), starosta grodziski (1998–2006)[7]
  - Javier Dorado(inne języki) – hiszpański piłkarz[8]
  - Stanisław Gebhardt – polski ekonomista, polityk, działacz społeczny, kawaler Orderu Orła Białego[9]
  - Paul L. Maier – amerykański historyk i pisarz[10]
  - Zbigniew Musiał – polski filozof, dr hab., profesor nadzwyczajny UW[11]
  - Anita Nüßner – niemiecka kajakarka, medalistka mistrzostw świata (1963)[12]
  - Boris Spasski – rosyjski szachista, arcymistrz, mistrz świata (1969–1972)[13]
  - Tadeusz Wieczorek – polski pedagog i historyk wychowania, profesor[14]
- 26 lutego
  - Marek Dul – polski inżynier górnictwa i samorządowiec, prezydent Dąbrowy Górniczej (1996–1999)[15]
  - Ryszard Pawlak – polski kolarz i trener kolarski[16]
  - Hans Pirkner – austriacki piłkarz[17]
  - Jan Plewako – polski aktor i lalkarz, profesor, dziekan WSL AT w Białymstoku (1987–1990)[18]
  - Wałerij Powstenko – ukraiński trener piłkarski[19][20]
  - Wiktor Riabow – rosyjski historyk i polityk, profesor, kierownik Wydziału Ideologicznego KC KPZR (1989–1990)[21]
  - Renen Schorr – izraelski reżyser, scenarzysta i producent filmowy[22]
  - Michelle Trachtenberg – amerykańska aktorka[23]
  - Corry Vreeken – holenderska szachistka, arcymistrzyni[24]
- 25 lutego
  - Simon Lindley – angielski organista, chórmistrz, dyrygent i kompozytor[25]
  - Witold Liszkowski – polski artysta sztuk wizualnych[26]
  - Roman Madejowski – polski dziennikarz i prozaik[27]
  - Henryk Mika – polski wojskowy, dyplomata i polityk, gen. bryg., attaché wojskowy ambasady RP w ChRL (1996–2000)[28]
  - Roberto Orci(inne języki) – amerykański producent filmowy i scenarzysta[29]
  - Coburn Pharr – kanadyjski wokalista, członek zespołu Annihilator (1990–1991, 1992, 2015)[30]
  - Kazimierz Romaniuk – polski duchowny rzymskokatolicki, biblista, profesor, biskup pomocniczy warszawski (1982–1992), biskup warszawsko-praski (1992–2004)[31]
  - Janusz Roszkowski – polski dziennikarz i dyplomata, prezes PAP (1972–1986) oraz Komitetu d.s. Radia i Telewizji (1986–1989), ambasador w Danii (1989–1991)[32]
  - Piotr Wojciechowski – polski dziennikarz[33]
- 24 lutego
  - Roberta Flack – amerykańska wokalistka[34]
  - Rose Girone(inne języki) – amerykańska superstulatka, uznawana za najstarsza osobę ocalałą z Holokaustu[35]
  - Zdzisław Janiec – polski duchowny rzymskokatolicki, teolog, profesor[36]
  - István Kecskés – węgiersko-amerykański językoznawca[37]
  - Andrzej Kołodziejczyk – polski trener kolarski[38]
  - Gerardo Pierro – włoski duchowny rzymskokatolicki, biskup Tursi-Lagonegro i Avellino, arcybiskup Salerno-Campagna-Acerno i prymas Królestwa Neapolu[39]
  - Andrzej Jan Piwarski – polski artysta malarz i grafik, działacz społeczny[40]
  - Zdzisław Tranda – polski duchowny ewangelicko-reformowany, superintendent generalny (1978–2002)[41]
  - Frank G. Wisner(inne języki) – amerykański dyplomata, zastępca (1992–1993) i p.o. sekretarza stanu (1993)[42]
- 23 lutego
  - Chris Jasper(inne języki) – amerykański wokalista, klawiszowiec i kompozytor, członek zespołu The Isley Brothers[43]
  - Jan Johnson – amerykański lekkoatleta, tyczkarz, medalista olimpijski (1972)[44]
  - Thanin Kraivichien – tajski prawnik i polityk, premier (1976–1977)[45]
  - Marie Tomášková-Dytrychová(inne języki) – czeska ludwisarka, właścicielka odlewni dzwonów w Brodku u Přerova[46]
  - Friedhelm Winkelmann – niemiecki historyk kościoła, mediewista i bizantynolog, profesor[47]
- 22 lutego
  - Hans van den Broek –  holenderski prawnik i polityk, parlamentarzysta, minister spraw zagranicznych (1982–1993), komisarz UE ds.  stosunków zewnętrznych i rozszerzenia (1993–1999)[48]
  - Bill Fay(inne języki) – angielski muzyk folk-rockowy, piosenkarz, autor piosenek, pianista[49]
  - Greg Haugen(inne języki) – amerykański pięściarz[50]
  - Germán Trajano Pavón Puente – ekwadorski duchowny rzymskokatolicki, biskup Tulcán (1989–2001) i Ambato (2001–2015)[51]
  - Włodzimierz Jan Zakrzewski – polski artysta malarz i rysownik[52]
- 21 lutego
  - Yvonne Curtet – francuska lekkoatletka, skoczkini w dal, olimpijka (1948, 1952), stulatka[53]
  - Khalil Fong(inne języki) – amerykański piosenkarz, autor tekstów i producent[54]
  - Marek Grabowski – polski aktor[55]
  - Tadeusz Grabowski – polski artysta ludowy[56]
  - Ioan James(inne języki) – brytyjski matematyk, profesor[57]
  - Wincenty Kilarski – polski cytolog, prof. dr hab., członek PAN[58]
  - Gwen McCrae(inne języki) – amerykańska piosenkarka[59]
  - Erik Petersen – duński wioślarz, mistrz olimpijski (1964)[60]
  - Lynne Marie Stewart(inne języki) – amerykańska aktorka[61]
  - Roman Ulbrich – polski inżynier środowiska, profesor, prodziekan WM PO (1999–2002)[62][63]
- 20 lutego
  - David Boren(inne języki) – amerykański prawnik i polityk, gubernator Oklahomy(inne języki) (1975–1979), senator (1979–1994)[64]
  - Jerry Butler(inne języki) – amerykański piosenkarz R&B[65]
  - Frankétienne (właśc. Franck Étienne) – haitański pisarz, poeta, dramaturg, muzyk i malarz[66]
  - Ernst Hilbich(inne języki) – niemiecki aktor i satyryk[67]
  - Peter Jason(inne języki) – amerykański aktor[68]
  - Zdzisław Kłeczek – polski inżynier górnik, profesor, prodziekan Wydziału Górniczego AGH (1975–1978)[69]
  - Tadeusz Pawlak – polski dyplomata, ambasador na Białorusi (2002–2005)[70]
  - Roger Romani – francuski polityk, samorządowiec i urzędnik państwowy, minister, wiceprzewodniczący Senatu (2008–2011)[71]
- 19 lutego
  - Kent Bernard – trynidadzko-tobagijski lekkoatleta, sprinter, medalista olimpijski (1964)[72]
  - Nicolás Antonio Castellanos Franco – hiszpański duchowny rzymskokatolicki, biskup Palencia (1978–1991)[73]
  - Souleymane Cissé – malijski reżyser, scenarzysta i producent filmowy[74]
  - Frits Korthals Altes – holenderski prawnik, polityk, minister sprawiedliwości (1982–1989), przewodniczący Eerste Kamer (1997–2001)[75]
  - Jan Krysiński – polski naukowiec specjalizujący się w mechanice płynów i badaniach maszyn przepływowych, profesor nauk technicznych, rektor Politechniki Łódzkiej (1990–1996 i 2002–2008)[76]
  - Piotr Niedzielak – polski prawnik, sędzia Sądu Najwyższego (2018–2022)[77]
  - Halina Podgórska-Dutka – polska skrzypaczka, poetka i malarka[78]
  - William Walsh – irlandzki duchowny rzymskokatolicki, biskup Killaloe (1994–2010)[79]
  - Edward Warchoł – polski duchowny rzymskokatolicki, socjolog religii, profesor[80]
- 18 lutego
  - Marie-Chantal Depetris-Demaille – francuska florecistka, mistrzyni świata (1971)[81]
  - Snowy Fleet(inne języki) – australijski perkusista, członek zespołu The Easybeats[82]
  - Gene Hackman – amerykański aktor oraz pisarz[83][84]
  - Andrzej Strupczewski – polski inżynier energetyk jądrowy, profesor[85]
  - Władysław Sztyber – polski ekonomista, prof. dr hab. nauk ekonomicznych[86][87]
  - Marian Turski – polski historyk, dziennikarz, działacz komunistyczny i społeczny[88][89]
- 17 lutego
  - Andreas Acrivos(inne języki) – grecko-amerykański fizyk, reolog i inżynier chemik, profesor[90]
  - Paquita la del Barrio(inne języki) (właśc. Francisca Viveros Barradas) – meksykańska piosenkarka, autorka tekstów i aktorka[91]
  - Frits Bolkestein – holenderski ekonomista i polityk, minister obrony, komisarz UE ds. rynku wewnętrznego i usług, lider VVD, przewodniczący LI[92]
  - Rick Buckler(inne języki) – angielski perkusista rockowy, muzyk zespołu The Jam[93]
  - Krystyna Daszkiewicz – polska prawniczka, karnistka, profesor[94]
  - Danuta Duszniak – polska projektantka ceramiki[95][96]
  - Snowy Fleet – australijski perkusista[97]
  - James Harrison – australijski krwiodawca[98]
  - Antonine Maillet – kanadyjska pisarka[99]
  - Petr Matoušek – czeski kolarz szosowy, wicemistrz świata (1970), olimpijczyk (1972, 1976)[100]
  - Jamie Muir – brytyjski perkusista, członek zespołu King Crimson[101]
  - Zbigniew Myszka – polski prawnik, sędzia Sądu Najwyższego (1997–2020)[102]
  - Amos Ojo – nigeryjski zapaśnik, mistrz Afryki (1981, 1988, 1989, 1990, 1992), olimpijczyk (1988, 1992)[103]
  - Volker Roth(inne języki) – niemiecki sędzia piłkarski[104]
  - Wiesław Wika(inne języki) – polski trener i działacz piłkarski, prezes honorowy Pomorskiego ZPN[105]
- 16 lutego
  - Eugeniusz Bliźnicki – polski samorządowiec i inżynier elektrohydraulik, burmistrz Czeladzi (1990–1994)[106]
  - Luis Estaba – wenezuelski bokser[107]
  - Julian Holloway – brytyjski aktor[108]
  - Kim Sae-ron – południowokoreańska aktorka[109]
  - Józef Mierkowski – polski podpułkownik, weteran II wojny światowej, kawaler orderów, stulatek[110]
  - Janusz Morawski – polski inżynier, biomechanik i psycholog lotniczy, profesor[111][112]
  - Adam Nidzgorski – polsko-francuski artysta malarz[113]
  - Andrzej Potocki – polski polityk, poseł na Sejm I, II i III kadencji (1991–2001)[114]
  - Zou Jiahua(inne języki) – chiński inżynier i polityk, wicepremier, członek Biura Politycznego KC KPCh[115]
- 15 lutego
  - Shirin Abdullaeva – uzbecka piosenkarka, modelka i aktorka[116]
  - George Armitage(inne języki) – amerykański reżyser, producent i scenarzysta filmowy[117]
  - Gerhart Baum – niemiecki prawnik, publicysta i polityk, poseł do Bundestagu, minister spraw wewnętrznych, wiceprzewodniczący FDP[118]
  - Michał Czajkowski – polski duchowny rzymskokatolicki, profesor, biblista, ekumenista[119]
  - Katarzyna Dzieduszycka-Herbert – polska tłumaczka i działaczka kulturalna, żona Zbigniewa Herberta[120]
  - Bogdan Grzeszczak – polski aktor[121]
  - Muhsin Hendricks – południowoafrykański duchowny muzułmański, działacz na rzecz społeczności LGBT[122]
  - Włodzimierz Kiernożycki – polski inżynier budownictwa, profesor, rektor PS (2005–2008) i ZUT (2009–2016)[123]
  - Anita Lidya Luhulima(inne języki) – indonezyjska dyplomatka, ambasador w Polsce (2021–2025)[124]
  - Cecilia Stegö Chilò – szwedzka dziennikarka i polityczka, minister kultury (2006)[125]
  - Andrzej Zakrzewski – polski historyk, profesor, prorektor WSP w Częstochowie (1990–1996), dziekan WFH AJD (2004–2008)[126]
- 14 lutego
  - Krzysztof Arsenowicz – polski aktor, śpiewak i dziennikarz radiowy[127][128]
  - Carlos Diegues – brazylijski reżyser, scenarzysta i producent filmowy[129]
  - James Ferguson – amerykański antropolog, profesor[130]
  - Geneviève Page – francuska aktorka[131]
  - Francesco Rivella – włoski chemik, twórca składu oraz nazwy kremu czekoladowego Nutella[132]
  - Barbara Rybałtowska – polska pisarka, autorka tekstów piosenek, piosenkarka, aktorka i malarka[133]
  - Andrzej Sitkowski – polski ekonomista i pisarz, uczestnik powstania warszawskiego, Sprawiedliwy wśród Narodów Świata[134]
- 13 lutego
  - Artur Bata – polski archeolog, historyk i dziennikarz, redaktor naczelny Tygodnika Regionalnego „Podkarpacie”, dyrektor Muzeum Okręgowego w Krośnie[135]
  - Ronnie Boyce(inne języki) – angielski piłkarz[136]
  - Edgerton Roland Clarke(inne języki) – jamajski duchowny rzymskokatolicki, biskup Montego Bay (1967–1994), arcybiskup Kingston (1994–2004)[137]
  - Halina Feret-Karczewicz – polska artystka ceramiczka[138]
  - Jacek Kaczyński – polski basista bluesowy i jazzowy, członek zespołu Kasa Chorych[139]
  - Andrzej Piekarski – polski aktor teatralno-kabaretowy oraz piosenkarz[140][141][142]
  - Kazimierz Rafalik – polski artysta rzeźbiarz, fotografik i publicysta[143][144]
  - Janusz Tarantowicz – polski architekt, urbanista i projektant neonów[145]
  - Jim Guy Tucker – amerykański polityk, członek Izby Reprezentantów (1977–1979), wicegubernator (1991–1992) i gubernator Arkansas (1992–1996)[146]
- 12 lutego
  - Ana Ambrazienė – litewska lekkoatletka, płotkarka, wicemistrzyni świata (1983)[147]
  - Ali Gagarin – sudański piłkarz, mistrz Afryki (1970)[148]
  - Karol Szaładzinski – polski dziennikarz i publicysta[149]
  - Giuseppe Verucchi – włoski duchowny rzymskokatolicki, arcybiskup Rawenny-Cervii (2000–2012)[150]
- 11 lutego
  - Tony Bedeau – grenadyjski piłkarz[151][152]
  - Yvonne Choquet-Bruhat(inne języki) – francuska matematyczka i fizyczka, profesor[153]
  - Irena Danielewicz-Ferchmin – polska fizyczka, dr hab., profesor UAM, autorka podręczników[154]
  - Ireneusz Kowalewski – polski działacz kulturalny i menedżer muzyczny[155]
  - Stanisław Manicki – polski piłkarz[156]
  - Sigrid Metz-Göckel – niemiecka socjolożka i politolożka, profesor[157]
  - Krzysztof Sokalski – polski fizyk, profesor[158]
  - Jeorjos Rumbanis – grecki lekkoatleta, tyczkarz, medalista olimpijski (1956)[159]
- 10 lutego
  - Wojciech Dziembowski – polski astronom, profesor, członek PAN i PAU[160]
  - Mieczysław Michalski – polski ekonomista, siatkarz[161][162]
  - Fabio de Jesús Morales Grisales – kolumbijski duchowny rzymskokatolicki, biskup Mocoa-Sibundoy (1991–2003)[163]
  - Maria Tipo(inne języki) – włoska pianistka[164]
- 9 lutego
  - Beverly Byron – amerykańska polityczka, członkini Izby Reprezentantów (1979–1993)[165]
  - Mara Corday – amerykańska aktorka i modelka[166]
  - Miika Elomo – fiński hokeista[167]
  - Tony Kinsey(inne języki) – angielski perkusista jazzowy, kompozytor[168]
  - Edith Mathis – szwajcarska śpiewaczka operowa (sopran)[169]
  - Syed Ali Haider Rizvi – bengalski reżyser filmowy[170]
  - Tom Robbins – amerykański pisarz[171]
  - Ryszard Stanibuła – polski lekarz weterynarii i polityk, poseł na Sejm II, III i IV kadencji (1993–1997 i 1998–2005)[172]
  - John Tudor(inne języki) – angielski piłkarz[173][174]
- 8 lutego
  - Boubacar Biro Diallo(inne języki) – gwinejski polityk, przewodniczący Zgromadzenia Narodowego (1995–2002)[175].
  - Jan Harhaj – polski przedsiębiorca i samorządowiec, starosta powiatu lidzbarskiego (2010–2024)[176]
  - Sam Nujoma – namibijski polityk, prezydent (1990–2005)[177]
  - Jadwiga Puzynina – polska językoznawczyni i badaczka literatury, profesor nauk humanistycznych, dama Orderu Orła Białego[178]
  - Howard Riley(inne języki) – angielski pianista i kompozytor jazzowy[179]
- 7 lutego
  - Denise Brice – francuska paleontolog[180]
  - Naâman(inne języki), (właśc. Martin Mussard) – francuski piosenkarz reggae, kompozytor i autor tekstów[181]
  - Tony Roberts – amerykański aktor[182]
- 6 lutego
  - Peter Christensen – duński elektryk, polityk, minister ds. podatków (2011), minister obrony (2015–2016)[183]
  - Marta Czok – brytyjska artystka malarka polskiego pochodzenia[184]
  - Władysław Gajewski – polski inżynier mechanik, profesor, dziekan WBM PCz (1976–1979 i 1990–1996)[185]
  - Tadeusz Krupa – polski inżynier i ekonomista, profesor, dziekan WMTiA PW (1990–1996) i WZ PW (2008–2016)[186]
  - Andrzej Marchel – polski piłkarz[187]
  - Józef Stala – polski duchowny rzymskokatolicki i teolog, profesor, prorektor UPJPII (2014–2020)[188]
  - Józef Zabielski – polski duchowny rzymskokatolicki i teolog, profesor, rektor AWSD w Białymstoku (2001–2004)[189]
- 5 lutego
  - Mieczysław Buczkowski – polski lekarz, uczestnik powstania warszawskiego, kawaler orderów[190]
  - Krystyna Burakowska – polska doktor nauk humanistycznych, wykładowczyni UG i PG działaczka społeczna[191]
  - Vito Di Tano – włoski kolarz przełajowy i szosowy, mistrz świata (1979, 1986)[192]
  - Irv Gotti – amerykański producent muzyczny[193]
  - Dave Jerden – amerykański muzyk, inżynier dźwięku i producent muzyczny[194]
  - Zygmunt Kolenda – polski inżynier mechanik, profesor, działacz opozycji demokratycznej w PRL[195]
  - Juliusz Kulesza – polski grafik, pisarz, uczestnik powstania warszawskiego[196]
  - Mike Ratledge – brytyjski klawiszowiec i kompozytor, członek zespołu Soft Machine[197]
  - Wadim Strojkin(inne języki) – rosyjski wokalista i kompozytor[198][199]
  - Jerzy Szumański – polski działacz polonijny we Francji, uczestnik powstania warszawskiego, kawaler orderów[200]
- 4 lutego
  - Aga Chan IV – brytyjski przedsiębiorca, miliarder, 49. imam aga chanów (1957–2025)[201]
  - Sid Ahmed Ghozali(inne języki) – algierski polityk i dyplomata, minister spraw zagranicznych (1989–1991), premier (1991–1992)[202]
  - Maria Teresa Horta(inne języki) – portugalska pisarka, poetka i dziennikarka[203]
  - Sarhad Jammo – iracko-amerykański duchowny chaldejski, eparcha San Diego (2002–2016)[204]
  - Krzysztof Krzemiński – polski samorządowiec, burmistrz Redy (2006–2024)[205][206]
  - Willy Mignon(inne języki) – beniński wokalista, kompozytor i aranżer[207]
  - Zenon Mirota – polski artysta fotografik i zakładowy fotograf Stoczni Gdańskiej[208]
  - Emma Popik – polska autorka fantastyki naukowej oraz baśni dla dzieci[209][210]
  - Zenon Jan Pudlowski(inne języki) – polsko-australijski inżynier elektrotechnik, profesor[211]
- 3 lutego
  - Marian Marek Drozdowski – polski historyk, biografista i varsaviansta[212]
  - Lima (właśc. Antônio Lima dos Santos) – brazylijski piłkarz, uczestnik mistrzostw świata (1966)[213]
  - Benzion Miller – amerykański chazan[214]
  - Henning Mortensen – duński pisarz, dramaturg i poeta[215]
  - Christopher Newman – amerykański inżynier dźwięku[216]
  - Paul Plishka – amerykański śpiewak operowy, bas[217]
  - Armen Sarkisjan(inne języki) – ukraińsko-armeński działacz separatystyczny w ramach DRL[218]
  - Jürgen Schmude – niemiecki polityk, poseł do Bundestagu (1969–1994), minister, prezes synodu EKD (1985–2003)[219]
  - John Shumate – amerykański koszykarz[220]
  - Wojciech Wilkowski – polski inżynier geodeta, profesor[221]
  - Zenon Woźniak – polski profesor, nestor polskiej archeologii[222]
- 2 lutego
  - Ogün Altıparmak – turecki piłkarz[223]
  - Gene Barge(inne języki) – amerykański saksofonista i kompozytor[224]
  - Peter Enders – niemiecki szachista, arcymistrz[225]
  - Barbie Hsu(inne języki) – tajwańska aktorka[226]
  - Lee Joo-Shil(inne języki) – południowokoreańska aktorka[227]
  - Ireneusz Jóźwiak  – polski naukowiec, informatyk, pracownik Politechniki Wrocławskiej[228]
  - Maciej Kieres – polski dziennikarz telewizyjny, dokumentalista, pianista, kompozytor[229][230]
  - Duane Koslowski – amerykański zapaśnik, mistrz igrzysk panamerykańskich (1987), olimpijczyk (1988)[231]
  - Józef Kusz – polski fizyk, dr hab., profesor UO[232]
  - Ian Maddieson – amerykański językoznawca i fonetyk, profesor[233]
  - Paul Hugh Moriarty(inne języki) – brytyjski aktor[234]
  - Helena Napierała – polska śpiewaczka ludowa, laureatka Nagrody im. Oskara Kolberga[235]
  - Abílio Rodas de Sousa Ribas – portugalski duchowny rzymskokatolicki, duchacz, biskup Wysp Świętego Tomasza i Książęcej (1984–2006)[236]
  - Anatolij Smulewicz – rosyjski lekarz psychiatra, profesor[237]
  - Henryk Suchy – polski trener piłkarski[238]
  - Enrique Valdivieso – hiszpański historyk sztuki[239]
- 1 lutego
  - Renato Corsetti – włoski ekonomista i socjolingwista, esperantysta, profesor, prezes TEJO (1971–1973) i UEA (2001–2007)[240]
  - Adam Barteczko – polski dziennikarz prasowy, redaktor naczelny dziennika „Sport”[241]
  - Grzegorz Cukrowski – polski karateka i trener[242]
  - Isuf Dedushaj – kosowski lekarz epidemiolog i immunolog, nauczyciel akademicki[243]
  - Bogdan Dowlasz – polski akordeonista, kompozytor i pedagog[244]
  - Jacek Dyrzyński – polski malarz i pedagog, profesor, dziekan WM (1990–1996) i prorektor ASP w Warszawie (1999–2005)[245]
  - Sylwester Kaczyński – polski bokser[246]
  - Marcin Kojder – polski językoznawca, dr hab., nauczyciel akademicki[247]
  - Horst Köhler – niemiecki ekonomista i polityk, prezydent (2004–2010)[248]
  - Alberto Leguelé – brazylijski piłkarz, mistrz igrzysk panamerykańskich (1975), olimpijczyk (1976)[249]
  - John Montagu – brytyjski arystokrata i przedsiębiorca, 11. hrabia Sandwich, par dziedziczny (1995–2024)[250]
  - Sigi Renz(inne języki) – niemiecki kolarz szosowy[251]
  - Mateo Sierra Bardají – hiszpański działacz rolniczy i polityk, senator (1982–1986), poseł do PE (1986–1994)[252]
  - Wojciech Trzciński – polski kompozytor muzyki rozrywkowej, filmowej i teatralnej, aranżer[253]
  - Leon Wróbel – polski żeglarz, olimpijczyk (1980)[254]
  - Arkadiusz Wudarski – polski prawnik, cywilista, dr hab., profesor UZ i Uniwersytetu Viadrina[255]
- data dzienna nieznana
  - Betsy Arakawa(inne języki) – amerykańska pianistka[256][84]
  - Mirosław Drabiński – polski działacz samorządowy i inżynier[257]
  - Hans Kjeld Rasmussen – duński strzelec sportowy, mistrz olimpijski (1980)[258]
  - Roman Trąpczyński – polski samorządowiec, naczelnik Nowego Miasta Lubawskiego (1975–1990), wójt gminy wiejskiej Nowe Miasto Lubawskie (1990–2010)[259]